# 普茨克灣

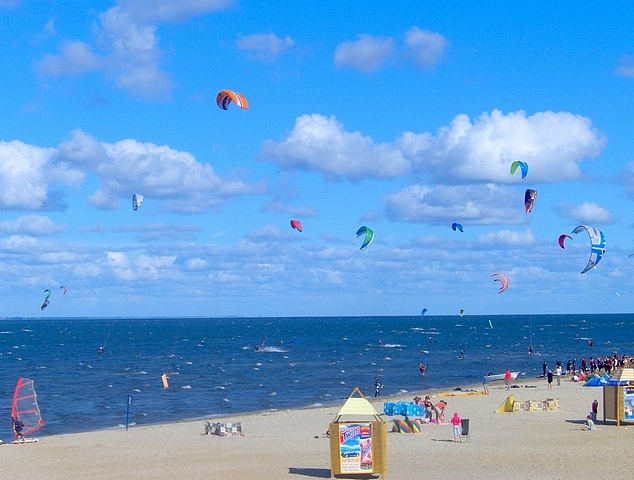

54°40′00″N 18°35′00″E / 54.6667°N 18.5833°E
普茨克灣（波蘭語：Zatoka Pucka），是波蘭的海灣，位於該國北部濱海省，處於波羅的海南部，平均水深2至6米，主要港口有普茨克、亞斯塔爾尼亞和赫爾。